# Sit cardenal emmascarat
El sit cardenal emmascarat (Paroaria nigrogenis) és un ocell de la família dels tràupids (Thraupidae).

## Hàbitat i distribució
Habita el bosc obert, clars, vegetació secundària i matolls, especialment a prop de l'aigua de les terres baixes de l'est de Colòmbia, Veneçuela i Trinitat.